# Trincomala semiferrea
Trincomala semiferrea är en fjärilsart som beskrevs av George Francis Hampson 1910. Trincomala semiferrea ingår i släktet Trincomala och familjen tandspinnare. Inga underarter finns listade i Catalogue of Life.